# Acord de Haavara
L'Acord de Haavara (en hebreu: הֶסְכֵּם הַעֲבָרָה; transliteració: heskem haavara; traducció: «acord de transferència») va ser un acord entre l'Alemanya nazi i els jueus alemanys sionistes signat el 25 d'agost de 1933. L'acord es va concretar després de tres mesos de negociacions entre la Federació Sionista d'Alemanya, el Banc Leumi (sota la directiva de l'Agència Jueva per la Terra d'Israel) i les autoritats econòmiques del Tercer Reich. Va ser un factor important per a fer possible la migració d'aproximadament 60.000 jueus alemanys a Palestina entre 1933 i 1939.
L'acord va permetre als jueus que fugien de la persecució sota el nou règim nazi transferir part dels seus béns al mandat britànic de Palestina. Els emigrants van vendre els seus béns a Alemanya per pagar béns essencials fabricats a Alemanya per a ser enviats a Palestina. L'acord va ser controvertit i va ser criticat per molts líders jueus tant dins del moviment sionista, com el líder sionista revisionista Zeev Jabotinski, com fora d'aquest, com també per membres del Partit Nacionalsocialista Alemany dels Treballadors (NSDAP). Per als jueus alemanys, l'acord oferia una manera d'abondonar un entorn cada cop més hostil a Alemanya. Per als yixuv, la comunitat jueva de Palestina, oferia accés tant a mà d'obra immigrant com suport econòmic. Per als nazis va facilitar l'emigració dels jueus alemanys alhora que trencava el boicot antinazi de 1933, el qual comptava amb un suport massiu entre els jueus europeus i americans i que l'estat alemany considerava com una amenaça per a la seva economia.

## Context
Tot i que l'NSDAP va recollir la majoria relativa del vot a les eleccions federals d'Alemanya de juliol (37%) i novembre de 1932 (33,5%), no va obtenir la majoria absoluta, per la qual cosa Adolf Hitler va dirigir un govern de coalició de curta durada format pel partit nazi i el Partit Nacional del Poble d'Alemanya. Sota la pressió de polítics i empresaris industrials, el president Paul von Hindenburg va nomenar Hitler canceller d'Alemanya el 30 de gener de 1933. Aquest esdeveniment es coneix com la Machtergreifung («presa del poder»). En els mesos següents, els nazis van utilitzar un procés anomenat Gleichschaltung («coordinació») per afermar-se en el poder.
Dins del moviment nazi es van proposar una varietat de «solucions» cada cop més dràstiques a la «qüestió jueva» tant abans com després que prengués el poder, incloent l'expulsió i el foment de l'emigració voluntària. La persecució civil generalitzada dels jueus alemanys va començar tan bon punt els nazis van irrompre al poder. Per exemple, l'1 d'abril, els nazis van organitzar un boicot nacional a les empreses de propietat jueva a Alemanya, a més, d'acord amb la Llei per a la restauració de la funció pública professional que es va implementar el 7 d'abril, els jueus van quedar exclosos de la funció pública i el 25 d'abril es van imposar quotes al nombre de jueus a les escoles i universitats. Els jueus fora d'Alemanya van respondre a aquestes persecucions amb un boicot als béns alemanys.
Mentrestant, a Palestina, la població jueva va incrementar-se: de 174.610 el 1931 va passar a 384.078 el 1936, adquiria terres i desenvolupava les estructures d'un futur estat jueu malgrat l'oposició de la població àrab.

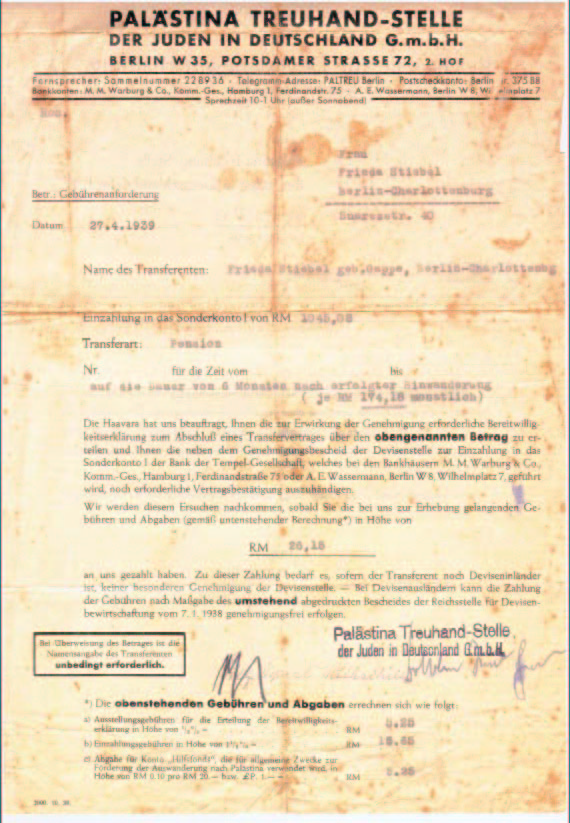
Acord de transferència utilitzat per la Palästina Treuhandstelle (Oficina del Síndic de Palestina), per ajudar els jueus a recuperar part dels béns que havien estat obligats a lliurar per fugir de l'Alemanya nazi.

Hanotea (הַנּוֹטֵעַ) va ser una empresa de plantació de cítrics amb seu a Netanya fundada el 1929 per colons jueus establerts a Palestina i implicats en el moviment Benei Binyamin. En un acord concertat amb el Ministeri d'Economia del Tercer Reich, els comptes bancaris alemanys bloquejats dels possibles immigrants serien desbloquejats i els seus fons van ser utilitzats per Hanotea per a comprar productes agrícoles alemanys. Aquestes mercaderies, juntament amb els immigrants, s'enviaven llavors a Palestina, i els immigrants obtenien una casa o una plantació de cítrics pel mateix valor. El director de Hanotea, Sam Cohen, va representar l'empresa en una negociació directa amb el Ministeri d'Economia del Tercer Reich a partir del març de 1933. El maig de 1933 Hanotea va sol·licitar permís per transferir capital d'Alemanya a Palestina. Aquest primer arranjament va funcionar amb èxit i va obrir el camí per al posterior Acord de Haavara.

## Acord de transferència
L'Acord de Haavara, negociat per Eliezer Hoofein, director del Banc Leumi, va ser acordat pel Ministeri d'Economia del Tercer Reich el 1933 i va continuar, amb el suport del govern alemany fins que va ser anul·lat el 1939. Segons l'acord, els jueus que emigraven d'Alemanya podien utilitzar els seus actius per a comprar béns de fabricació alemanya per a l'exportació, i podien salvar així els seus béns personals durant l'emigració. L'acord va proporcionar un mercat d'exportació substancial per a les fàbriques alemanyes a la Palestina governada pels britànics. Entre el novembre de 1933 i el 31 de desembre de 1937, 77.800.000 reichmarks de béns es van exportar a negocis jueus a Palestina. Quan el programa va acabar amb l'inici de la Segona Guerra Mundial, el total havia augmentat a 105.000.000 reichmarks.
Els emigrants amb un capital de 1.000 lliures esterlines podrien traslladar-se a Palestina sota un programa d'inversors immigrants similar l'EB-5 visa dels Estats Units d'Amèrica. En virtut de l'Acord de Haavara, al voltant del 39% dels fons d'un emigrant es van donar a projectes de desenvolupament econòmic comunal jueu, quedant-se els individus al voltant del 43% dels fons.
L'Acord de Haavara va ser considerat per alguns cercles alemanys com una possible manera de resoldre el «problema jueu». El cap de la divisió de l'Orient Mitjà del Ministeri d'Afers Exteriors alemany, Werner Otto von Hentig, va donar suport a la política de colonització jueva a Palestina. Hentig considerava que si la població jueva es concentrava en una sola entitat estrangera la política diplomàtica exterior i la contenció dels jueus seria més fàcil. El propi suport de Hitler a l'Acord de Haavara no era clar i va variar al llarg de la dècada del 1930. Inicialment, Hitler semblava indiferent als detalls econòmics del pla, però va acabar donant-li suport en el període de setembre de 1937 a 1939. Després de la invasió nazi de Polònia el setembre de 1939, el programa es va acabar.

## Reaccions

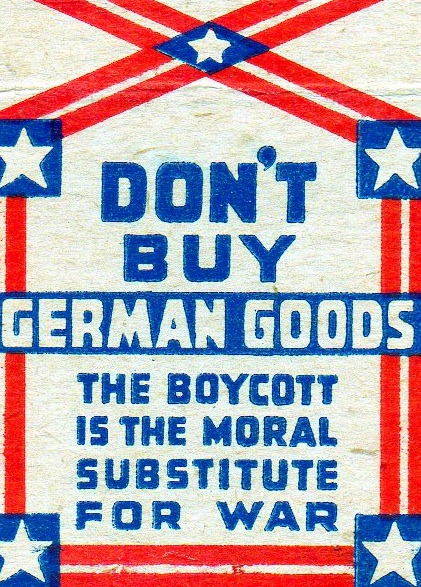
Propaganda de la Non-Sectarian Anti-Nazi League per anunciar el boicot

L'acord va ser polèmic tant dins del partit nazi com dins del moviment sionista. L'oposició va venir de la direcció del Congrés Sionista Mundial, en particular d'Abba Hillel Silver i del president del Congrés Jueu Americà, el rabí Stephen Wise. Wise i altres líders del boicot antinazi de 1933 van argumentar en contra de l'acord, sense aconseguir persuadir el XIX Congrés Sionista l'agost de 1935 perquè hi votés en contra.
Els sionistes revisionistes de dreta i el seu líder Zeeb Jabotinsky van ser encara més virulents en la seva oposició. El diari revisionista de Palestina, Hazit Haam, va publicar una severa denúncia dels implicats en l'acord com a «traïdors», i poc després un dels negociadors, Haim Arlosoroff, va ser assassinat.